# جيل جيلمور
جيل جيلمور (بالإنجليزية: Jill Gilmore)‏ هي لاعبة كرة قدم نيوزيلندية، ولدت في 5 أبريل 1973 في نيوزيلندا. شاركت مع منتخب نيوزيلندا لكرة القدم للسيدات.